# Leonida Zanetti
Leonida Zanetti (fl. XX secolo) è stato un calciatore italiano, di ruolo portiere.

## Carriera
Ha esordito con la maglia del Foot Ball Club Brescia a Savona il 13 novembre 1921 in una gara di Prima Divisione 1921-1922 che il Brescia vinse sul campo per (3-2) ma che venne annullata su delibera del DDS, la federcalcio di allora, per errore arbitrale. Quindi l'esordio ufficiale di Leonida, a difesa della porta bresciana, avvenne il 20 novembre 1921 nella partita Brescia-Casale (4-0). Giocò altre tre partite contro l'Inter, il Pisa e il Padova.